# 2014 à Taïwan
Cet article présente les faits marquants de l'année 2014 à Taïwan.

## Évènements
- 18 mars : début du Mouvement Tournesol des Étudiants.
- 23 juillet : accident du vol 222 TransAsia Airways.
- 29 novembre : démission du premier ministre Jiang Yi-huah[1].
- 4 décembre : le vice-président Mao Chi-kuo devient premier ministre en remplacement de Jiang Yi-huah.